# Azes I
Azes I (in greco antico: Ἄζης?; ... – I secolo a.C.) fu un sovrano indo-scita vissuto nel I secolo a.C..

## Storia
Azes I è noto soprattutto per le sue monete. Sembra che abbia sconfitto l'ultimo importante re indo-greco Ippostrato nel 55 a.C. circa. Sovrasta le sue monete, senza dubbio in segno di vittoria. Le sue stesse monete presentano leggende in greco e kharoshthi. Si tratta di monete d'argento e di rame. Mostrano divinità e motivi greci (Zeus) e indù. Il dritto spesso raffigura un cavaliere con un cavallo o un cammello. Sono stati coniati a Pushkalavati (Gandhara), a Taxila e in un luogo imprecisato dell'Indo.
Con Azes I iniziò una nuova era che, secondo molti ricercatori, iniziò nel 58 a.C. e divenne poi nota come "era Malwa" o "Vikrama"; detta anche era Azes .